# یورک ۲۸۲۲۰
سیارک ۲۸۲۲۰ (به انگلیسی: 28220 York، نامگذاری:1998YN12) بیست و هشت هزار و دویست و بیستمین سیارک کشف شده‌است که در ۲۸ دسامبر ۱۹۹۸ کشف شد.